# Liste der Kulturdenkmale in Terpitzsch
In der Liste der Kulturdenkmale in Terpitzsch sind die Kulturdenkmale des Colditzer Ortsteils Terpitzsch verzeichnet, die bis Mai 2024 vom Landesamt für Denkmalpflege Sachsen erfasst wurden (ohne archäologische Kulturdenkmale). Die Anmerkungen sind zu beachten.
Diese Aufzählung ist eine Teilmenge der Liste der Kulturdenkmale in Colditz.

## Terpitzsch
| Bild                                    | Bezeichnung                                                                                 | Lage                         | Datierung                                     | Beschreibung | ID       |
| --------------------------------------- | ------------------------------------------------------------------------------------------- | ---------------------------- | --------------------------------------------- | --- | -------- |
| Weitere Bilder                          | Kilometerstein                                                                              | Hauptstraße 14 (vor) (Karte) | Spätes 19. Jahrhundert                        | Sandstein, verkehrsgeschichtlich von Bedeutung. Bezeichnet mit „15 15.000 km 16“. | 08970823 |
| Weitere Bilder                          | Aussichtsturm                                                                               | Heimatturmstraße (Karte)     | 1901                                          | Rundturm auf polygonalem Mauersockel, Turmkrone erneuert, ortsgeschichtliche und landschaftsprägende Bedeutung | 08973022 |
| Direkt Bild zu diesem Denkmal hochladen | Scheune eines Bauernhofes                                                                   | Heimatturmstraße 12 (Karte)  | Um 1850                                       | Landschaftstypischer Scheunenbau, teils Fachwerk, teils verputztes Bruchsteinmauerwerk, heimat- und baugeschichtlich von Bedeutung. Hofseite Fachwerk mit Lehmausfachung, Straßenseite und Giebel massiv, zwei Tore, Satteldach. | 08970820 |
| Direkt Bild zu diesem Denkmal hochladen | Wohnhaus und Scheune eines Vierseithofes                                                    | Heimatturmstraße 14b (Karte) | Um 1830 (Bauernhaus); 1870 (Scheune)          | Zeit- und landschaftstypische Fachwerkbauten, heimat- und baugeschichtliche Bedeutung. - Wohnhaus: Erdgeschoss und Giebel massiv, Obergeschoss Fachwerk, Satteldach, straßenseitig ehemaliger Backofen, An- und Umbauten, hofseitiger Anbau 1931 datiert - Scheune: Fachwerk, Giebel massiv, Satteldach, jüngerer Garageneinbau Zeugnisse für die frühere bäuerliche Bau- und Lebensweise in der Region. | 08970826 |
| Direkt Bild zu diesem Denkmal hochladen | Wohnstallhaus, Seitengebäude, Hofpflasterung und Toreinfahrt eines ehemaligen Vierseithofes | Heimatturmstraße 17 (Karte)  | Um 1810 (Bauernhaus); um 1870 (Seitengebäude) | Stattliche Putzbauten mit Naturstein- und Klinkerelementen, heimat- und baugeschichtliche Bedeutung. - Wohnstallhaus: massives Erdgeschoss, vorwiegend in Naturstein, Porphyrtuffgewände, Obergeschoss Fachwerk mit Lehmausstakungen, Krüppelwalmdach, alte Fenster, jüngerer Verputz - Seitengebäude (Stall mit Remise): massiv, Porphyrtuffsockel, eindrucksvoller Dreieckgiebel zur Betonung der Mitte, Satteldach, Erdgeschossöffnungen mit Klinkergliederungen Für die Kulturlandschaft bedeutsame Bauten in gutem Originalzustand. | 08970827 |

## Tabellenlegende
- Bild: Bild des Kulturdenkmals, ggf. zusätzlich mit einem Link zu weiteren Fotos des Kulturdenkmals im Medienarchiv Wikimedia Commons. Wenn man auf das Kamerasymbol klickt, können Fotos zu Kulturdenkmalen aus dieser Liste hochgeladen werden:
- Bezeichnung: Denkmalgeschützte Objekte und ggf. Bauwerksname des Kulturdenkmals
- Lage: Straßenname und Hausnummer oder Flurstücknummer des Kulturdenkmals. Die Grundsortierung der Liste erfolgt nach dieser Adresse. Der Link (Karte) führt zu verschiedenen Kartendiensten mit der Position des Kulturdenkmals. Fehlt dieser Link, wurden die Koordinaten noch nicht eingetragen. Sind diese bekannt, können sie über ein Tool mit einer Kartenansicht einfach nachgetragen werden. In dieser Kartenansicht sind Kulturdenkmale ohne Koordinaten mit einem roten bzw. orangen Marker dargestellt und können durch Verschieben auf die richtige Position in der Karte mit Koordinaten versehen werden. Kulturdenkmale ohne Bild sind an einem blauen bzw. roten Marker erkennbar.
- Datierung: Baubeginn, Fertigstellung, Datum der Erstnennung oder grobe zeitliche Einordnung entsprechend des Eintrags in der sächsischen Denkmaldatenbank
- Beschreibung: Kurzcharakteristik des Kulturdenkmals entsprechend des Eintrags in der sächsischen Denkmaldatenbank, ggf. ergänzt durch die dort nur selten veröffentlichten Erfassungstexte oder zusätzliche Informationen
- ID: Vom Landesamt für Denkmalpflege Sachsen vergebene, das Kulturdenkmal eindeutig identifizierende Objekt-Nummer. Der Link führt zum PDF-Denkmaldokument des Landesamtes für Denkmalpflege Sachsen. Bei ehemaligen Kulturdenkmalen können die Objektnummern unbekannt sein und deshalb fehlen bzw. die Links von aus der Datenbank entfernten Objektnummern ins Leere führen. Ein ggf. vorhandenes Icon  führt zu den Angaben des Kulturdenkmals bei Wikidata.